# 河野省三

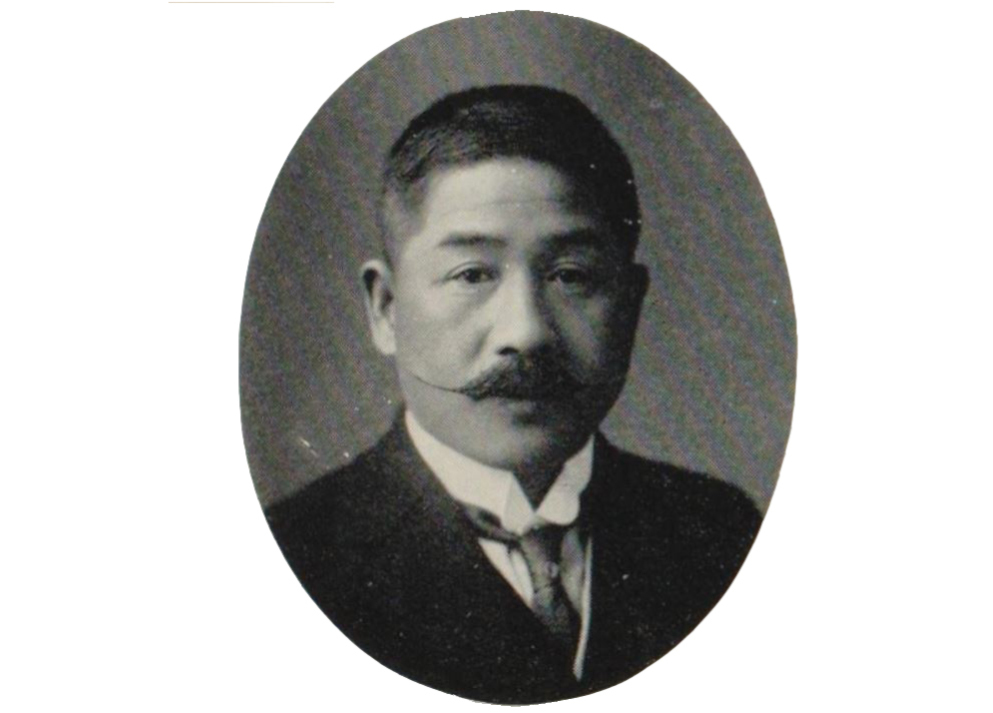
河野省三

河野 省三（こうの せいぞう、1882年8月10日 - 1963年1月8日）は、日本の神道学者。國學院大學学長。埼玉県出身。号は紫雲。

## 略歴
- 1882年8月　埼玉県加須市（旧：北埼玉郡騎西町）に河野禄郎の二男として生れる。
- 1894年3月　騎西尋常小学校を卒業。
- 1898年3月　騎西高等小学校を卒業。
- 1902年3月　私立埼玉中学校を卒業。
- 1905年7月　私立國學院師範部国語漢文歴史科を卒業。11月、郷社玉敷神社社司。
- 1906年5月　私立埼玉中学校教諭（-1918年）。
- 1908年7月　私立國學院研究科を卒業。
- 1915年1月　國學院大學講師。
- 1918年8月　國學院大學主事、皇典講究所主事。
- 1920年9月　國學院大學教授。
- 1931年10月　「国学の研究」により國學院大學から文学博士の学位を授与される。
- 1935年4月　國學院大學学長に就任。
- 1936年6月　『国体の本義』編纂委員（神道担当）を務める[1]。
- 1942年2月　國學院大學学長を辞任（教授は元の如し）。
- 1946年3月　神社本庁顧問就任。國學院大學を退官。7月、玉敷神社宮司に就任。
- 1947年2月　神社本庁より長老の称を受ける。
- 1948年3月　いわゆる公職追放の対象となる（1951年8月、公職不適格解除）
- 1952年3月　埼玉県神社庁長（-1960年）。6月、國學院大學名誉教授。國學院大學大学院講師。
- 1961年11月　長年の神道・国学研究の功により紫綬褒章を受章。
- 1962年5月　神社本庁より鳩杖を贈られる。
- 1963年1月　狭心症のため死去。

## 家族
- 父・河野禄郎[2]
- 長男・河野道雄 ‐ 東京交響楽団員[2]
- 二男・渡辺国雄‐ 洋服商渡喜商店の2代目渡辺喜之助の夫婦養子となり、3代目として同社を継ぎ、礼服専門店として成功、「カインドウエア」に改称し代表を務めた[3]。公益財団法人渡辺育英会も創設[4]。

## 著書
- 『神祇史要』法文館書店、1915年。
- 『国民道徳史論』森江書店、1917年。
- 『国民精神之基礎』小林川流堂、1921年。
- 『国民道徳要論』森江書店、1925年。
- 『神道大綱』臼井書店、1927年。
- 『国民道徳概要』帝国神祇学会出版部、1929年。
- 『神道の研究』森江書店、1930年。
- 『国学の研究』大岡山書店、1932年。
- 『国民道徳本義』天地書房、1932年。
- 『日本精神発達史』大岡山書店、1932年。
- 『神道学序説』金星堂、1934年。
- 『神道と国民生活』中文館書店、1934年。
- 『日本精神の研究』大岡山書店、1934年。
- 『建国史話』日本放送出版協会、1935年。
- 『神道読本』昭和書房、1935年。
- 『我が國體と日本精神』青年教育普及会、1935年12月。
- 『本居宣長』北海出版社〈日本教育家文庫〉、1937年。
- 『日本精神史講話』冨山房、1939年。
- 『我が国体と神道』石川県、1939年。国立国会図書館書誌ID:000000626512。
- 『神国由来と日本麓のしるべ』日本放送出版協会〈ラヂオ新書〉、1940年。
- 『神社神道』三笠書房、1940年。
- 『神道文化史』地人書館、1940年。
- 『近世に於ける神道的教化』国民精神文化研究所〈国民精神文化研究〉、1940年。
- 『神道学序説』井田書店、1940年。
- 『すめらせかい』同文書院、1941年。
- 『神道』日本放送出版協会〈ラジオ新書〉、1941年。
- 『皇道の研究』博報堂、1942年。
- 『古典と日本精神』日本放送出版協会〈ラジオ新書〉、1942年。
- 『日本精神』畝傍書房、1942年。
- 『国体観念の史的研究』日本電報通信社出版部、1942年。
- 『国学史の研究』畝傍書房、1943年。
- 『やまとごころ：大国隆正の思想』内閣印刷局〈日本精神叢書〉、1943年。
- 『神ながらの国』明世堂書店、1943年。
- 『平田篤胤』新潮社〈新伝記叢書〉、1943年。
- 『神道日本』教育研究会、1944年。
- 『神道史の研究』中央公論社、1944年。
- 『神祇史提要』明世堂、1944年。
- 『旧事大成経に関する研究：河野博士古稀祝賀会記念』芸苑社、1952年。
- 『一日本人の生活 或る教育者、宗教家、学徒の自叙伝』 正・続、宗教研究室（国学院大学内）、1953年。
- 『近世神道教化の研究』宗教研究室（国学院大学内）、1955年。
- 『教育の友：若い頃の思ひ出』玉光会、1955年。
- 『微笑随筆』玉光会、1958年。
- 『神道研究集』埼玉県神社庁、1959年。
- 『日本の国体』明治神宮社務所、1962年。
- 『宮川随筆』神宮司庁教導部〈神宮教養叢書〉、1962年。